# Ердек (околия)
Околия Ердек (на турски: Erdek ilçesi) е околия, разположена във вилает Балъкесир, Турция. Общата ѝ площ е 1007 км2. Според оценки на Статистическия институт на Турция през 2019 г. населението на околията е 32 120 души. Административен център е град Ердек.
В околията живеят основно местни и критски турци, българи – мюсюлмани (помаци) от Воденско и Кавалско (дн. Гърция) и Тиквешко (дн. Северна Македония), цигани, черкези и бошняци. Полуостров Кизик представлява голям помашки анклав, в който от 15 села, 10 от тях са помашки. Почти всички българи – мюсюлмани са преселници от Солунският вилает, преселили се през 20-те години на XX век.